# سكوت مور (لاعب دوري الرغبي)
سكوت مور (بالإنجليزية: Scott Moore)‏ هو لاعب دوري الرغبي أسترالي، ولد في 23 يناير 1988 في سانت هلنز في المملكة المتحدة.

## روابط خارجية
- سكوت مور على موقع ItsRugby.co.uk (الإنجليزية)